# 羅萊夏朵
羅萊夏朵 （法語：Relais & Châteaux）是由個人經營的酒店和餐廳共同組成的非營利聯盟。目前在五大洲68個國家，擁有約580個單位會員。

## 歷史沿革
羅萊夏朵創建於1954年，當時藍色公路上從巴黎到尼斯的八家酒店成立Relais de Campagne組織。
1975年的時候，三個獨立組織Relais de campagne和Relais gourmands與Châteaux-hôtels，合併成今天的羅萊夏朵 Relais & Châteaux，1984年有了目前的標誌，是百合花和蝴蝶的複合體。1989年起推出羅萊夏朵邀請函，邀請獨立酒店或是餐廳加入羅萊夏朵聯盟。
日本已經有十一家獨立酒店、九家餐廳進入聯盟，台灣方面也有馥蘭朵烏來渡假酒店、北投三二行館，還有陳嵐舒之前在台中經營的樂沐餐廳，也都是羅萊夏朵聯盟的會員。
羅萊夏朵自1961年開始獨立發行旅宿指南，在法國地位僅次於米其林指南和戈和米約。

## 歷任總裁
- 2013年–現任：菲利普·岡伯特（法語：Philippe Gombert）
- 2005年–2013年：Jaume Tapies[6]
- 1986年–2005年：瑞吉·布洛特（法語：Régis Bulot），他因為透過印製指南時詐取羅萊夏朵財務，因而被法院判刑。[7]
- 1971年–1986年：約瑟夫·奧利弗羅（法語：Joseph Olivereau）

## 相關連結
- 羅萊夏朵聯盟網站 （页面存档备份，存于）
- 罗莱夏朵日本聯盟 （页面存档备份，存于）
- 罗莱夏朵中國聯盟 （页面存档备份，存于）